# Litenčická pahorkatina

Vnější Západní Karpaty, Litenčická pahorkatina vyznačena červeným polem

Litenčická pahorkatina je členitá pahorkatina o rozloze 590 km², nejvyšší vrchol je Hradisko dosahující výše 518 m n. m., střední výška 293,7 m n. m., střední sklon 3°44´.
Nachází se na střední Moravě v okresu Kroměříž ve Zlínském kraji a v okresu Vyškov v Jihomoravském kraji. Sousedí s Vyškovskou bránou, Hornomoravským úvalem, Ždánickým lesem a Chřiby

## Geomorfologie
Geomorfologický celek Litenčická pahorkatina je součástí geomorfologické oblasti Středomoravské Karpaty, které jsou částí geomorfologické subprovincie Vnější Západní Karpaty.
Sama se dělí na tři geomorfologické podcelky:
- Bučovická pahorkatina
- Orlovická vrchovina
- Zdounecká brázda

## Geologie
Podloží Litenčické pahorkatiny je tvořeno sedimenty ždánické a zdounecké jednotky neogenními jíly, jílovci, písky a štěrky karpatské předhlubně, které jsou převážně překryty sprašemi a sprašovými hlínami.

## Hydrologie
Oblast je odvodňována řekami Litavou, jež se vlévá do Svratky, a Hanou a Kotojedkou, které se vlévají do Moravy.

## Klima a vegetační stupně
Litenčická pahorkatina patří do oblasti s mírně teplým klimatem.
Pahorkatina leží ve 2. až 3. vegetačním stupni.

## Zemědělství a lesnictví
Mírnější, okrajové části Litenčické pahorkatiny, Bučovická pahorkatina a Zdounecká brázda, jsou intenzivně využívány k zemědělství, pěstuje se především obilí a kukuřice.
Rozsáhlý lesní porost se nachází pouze v centrální části, Orlovické vrchovině, kde v nižších polohách rostou hlavně duby a habry, ve vyšších pak buky a smrky.
Místy se také vyskytují stepní a lesostepní společenstva.

## Ochrana přírody
V Litenčické pahorkatině bylo vyhlášeno celkem 22 maloplošných zvláště chráněných území, z toho 2 národní přírodní rezervace (NPR), 2 národní přírodní památky (NPP), 5 přírodních rezervací (PR) a 13 přírodních památek (PP).
- NPR Strabišov-Oulehla
- NPR Větrníky
- NPP Křéby
- NPP Malhotky
- PR Hašky
- PR Podsedky
- PR Ve žlebcách
- PR Vitčický les
- PR Zouvalka
- PP Bralová
- PP Člupy
- PP Drážov
- PP Hřebenatkový útes
- PP Kuče
- PP Mrazový klín
- PP Nad Medlovickým potokem
- PP Návdavky u Němčan
- PP Pahorek

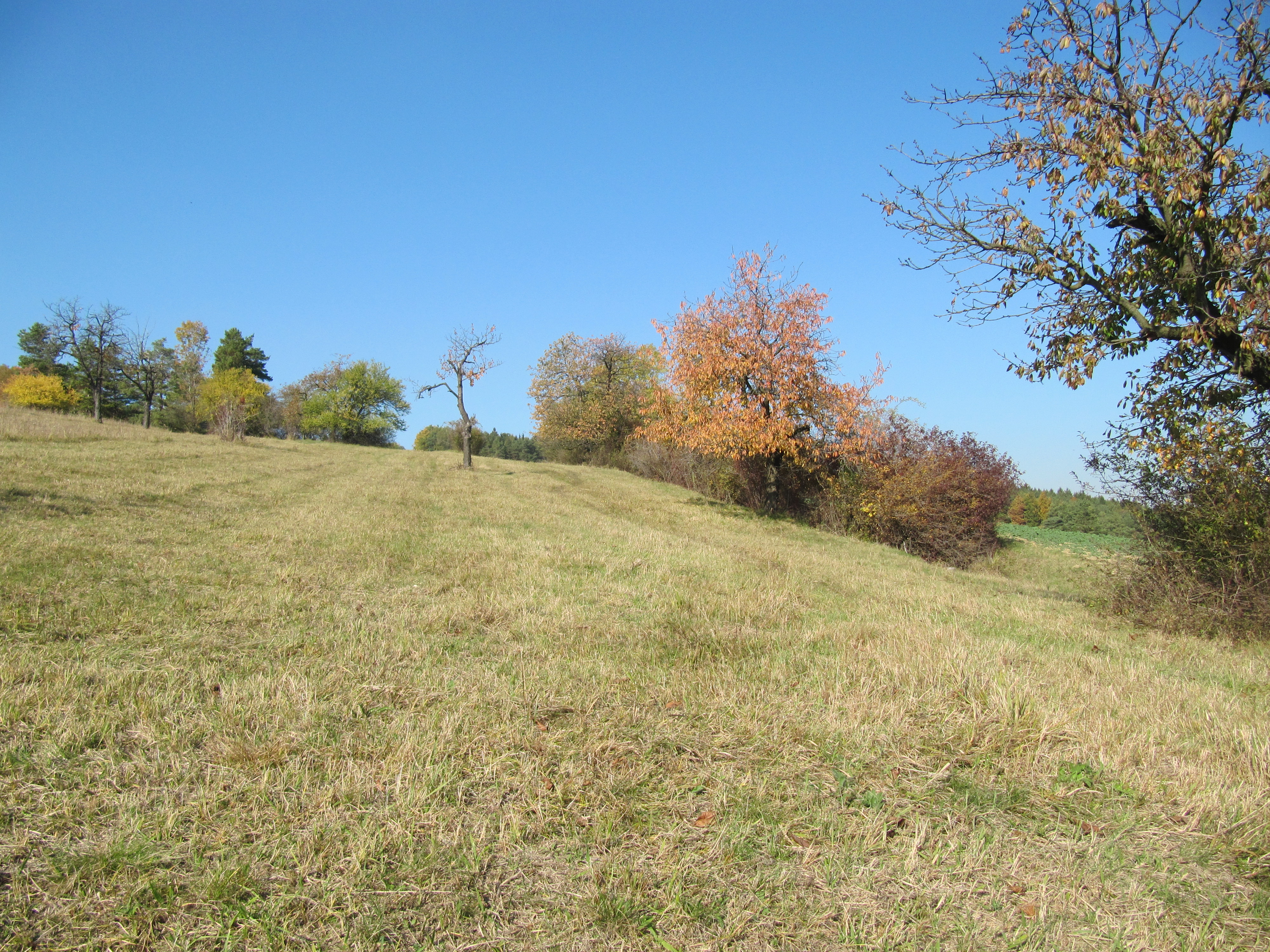
Strabišov-Oulehla

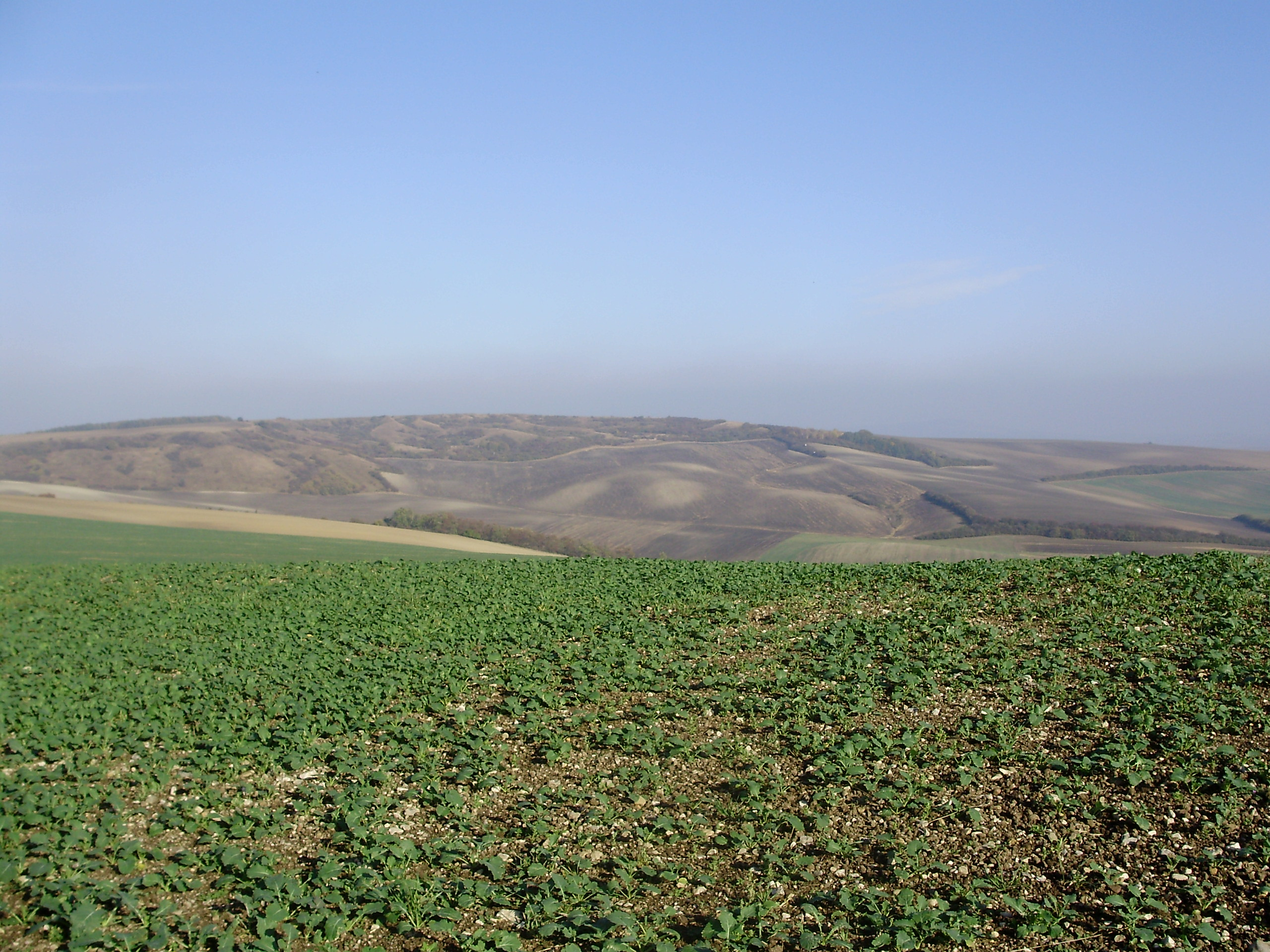
Větrníky

- PP Přehon (Litenčická pahorkatina)
- PP Roviny
- PP Roznitál
- PP Stepní stráň u Komořan

## Turistické zajímavosti

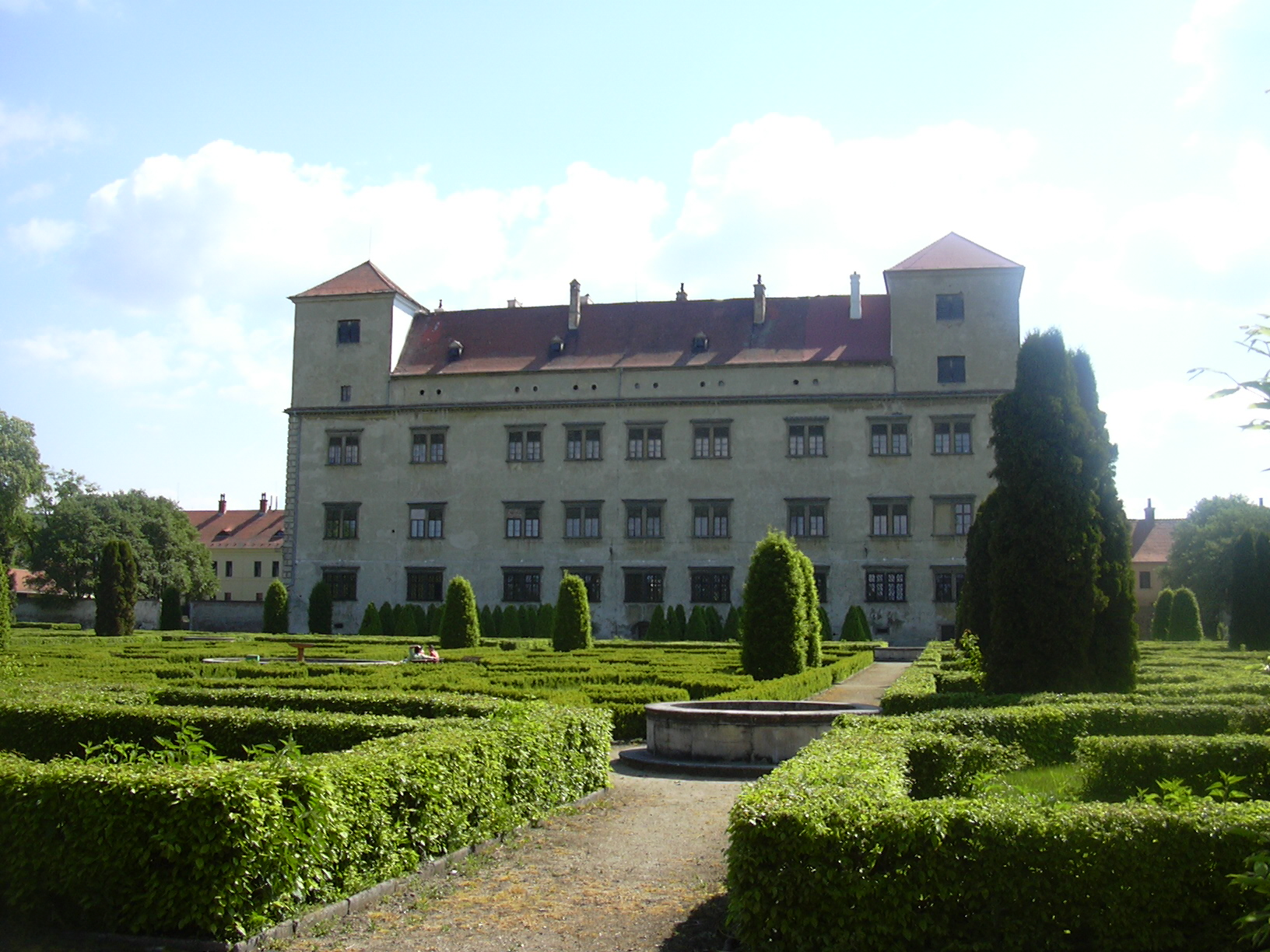
Zámek Bučovice, Bučovice

- Zámek Bučovice: renesanční zámek z let 1575-1585 s parkem o rozloze 17,5 ha.
- Židovský hřbitov v Bučovicích: dochováno asi 400 náhrobků, nejstarší z roku 1767.
- Chvalkovice: větrný mlýn nad obcí.
- Zámek Komorov: empírový zámek z let 1811-1812 s rozsáhlým anglickým parkem.
- Nové Zámky: renesanční zámek v Nesovicích z roku 1561, nebyl nikdy dostavěn.[2]
- Zámek Slavkov u Brna: mohutný barokní zámek se 115 pokoji a barokním parkem o rozloze 15,5 ha. Zámku bylo po bitvě u Slavkova 6. prosince 1805 podepsáno příměří mezi Rakouskem a Francií.
- Synagoga ve Slavkově u Brna: novorománská synagoga postavena v letech 1857-1858.
- Židovský hřbitov ve Slavkově u Brna: založen roku 1744, dochovalo se asi 350 náhrobních kamenů.